# 肚湯
肚湯（Tripe soups）是流行於土耳其、希臘、保加利亞、馬其頓共和國、塞爾維亞、羅馬尼亞等巴爾幹半島國家的用動物內臟製作的湯。有時會加入醋或檸檬汁調味。
當地人相信肚湯有緩解宿醉的功效。不同地區的肚湯原料和做法均有不同，塞爾維亞較多使用牛胃製作，而希臘則使用牛腳製作。